# Karl Hans Bergmann
Karl Hans Bergmann (* 17. März 1910 in Berlin; † 19. August 2007) war ein deutscher Widerstandskämpfer gegen den Nationalsozialismus, kommunistischer Politiker und Publizist. Im Jahr 1945 war er Mitbegründer der DEFA in Ost-Berlin. Bis 1948 gehörte er deren Vorstand an.

## Leben

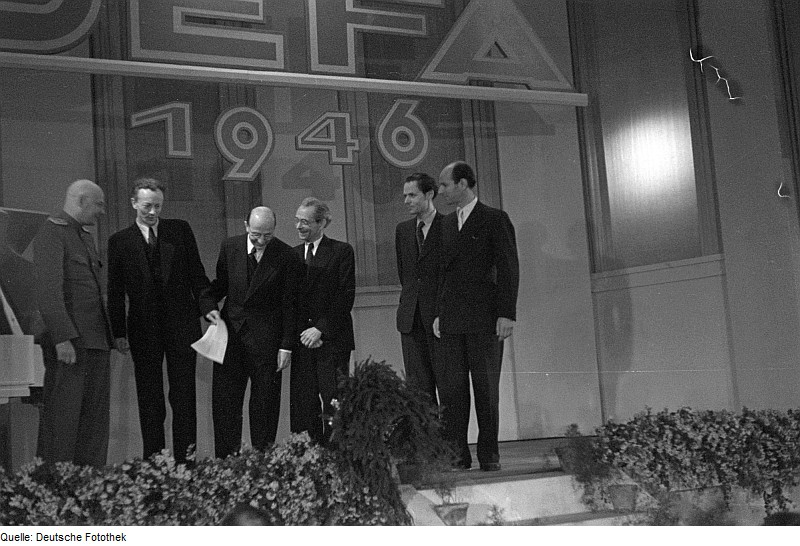
Karl Hans Bergmann (Zweiter von rechts) 1946 auf der Gründungsfeier der DEFA

Bergmann war der Sohn eines Arztes. Nach seinem Abitur studierte Bergmann von 1929 bis 1932 Geschichte und Theaterwissenschaften. 1930–1932 war er Regieassistent an der Volksbühne Berlin. 1931 trat er in KPD ein. Er war Mitglied des Reichskomitees der Revolutionären Gewerkschaftsopposition (RGO) und seit Ende 1932 Leiter der RGO-Gruppe Film-Bühne-Musik. Bergmann engagierte sich im antifaschistischen Widerstand, war Mitherausgeber der illegalen Zeitschrift Die Rampe und wurde 1935 verhaftet. Vier Jahre verbrachte er in verschiedenen Gefängnissen und in den Konzentrationslagern Dachau und Sachsenhausen. Nach seiner Entlassung arbeitete er illegal in der Widerstandsgruppe um Beppo Römer, bis er im Jahr 1942 er in die Schweiz emigrierte. Dort übernahm er 1943 den Vorsitz der provisorischen Leitung der Bewegung Freies Deutschland. Im Jahr 1945 kehrte Bergmann nach Berlin zurück. Von 1946 bis 1949 war er Lizenzträger und Vorstandsmitglied der DEFA. Nachdem Bergmann im Zuge der Affäre um Noel Field von der Zentralen Parteikontrollkommission der SED verhört wurde und Gefahr lief in die drohende spätstalinistische Säuberung verwickelt zu werden, floh er im Winter 1949 nach West-Berlin. Bis 1950 arbeitete er als freier Mitarbeiter für Die Neue Zeitung. Von 1952 bis 1968 übernahm er die Geschäftsführung der Freien Volksbühne Berlin. Seitdem war er freier Schriftsteller.
In seiner autobiografischen Studie Der Schlaf vor dem Erwachen beleuchtet er den Zeitraum von 1931 bis 1949, die Zeit seiner Mitgliedschaft in KPD und SED.

## Publikationen
- Der Schlaf vor dem Erwachen. DEFA-Stiftung, 2002, ISBN 3-929470-28-4.
- Blanqui: ein Rebell im 19. Jahrhundert. Frankfurt 1986, ISBN 3-593-33593-X.
- Babeuf. Gleich und Ungleich. Westdeutscher Verlag, Köln/Opladen 1965.
- Die Bewegung „Freies Deutschland“ in der Schweiz. 1943 - 1945. Mit einem Beitrag von Wolfgang Stock: Schweizer Flüchtlingspolitik und exilierte deutsche Arbeiterbewegung 1933 - 1943. Hanser, München 1974, ISBN 3-446-11948-5.